# Крещение чувашей
Крещение чувашей — процесс христианизации, проводимой русским правительством среди чувашей.

## История
После присоединения чувашей к Русскому государству в 1551 году власти не допускали чувашей к управлению, препятствовали использованию и изучению чувашского языка, не содействовали развитию национальной культуры. Господствующие группы в царской России пренебрежительно относились к быту, нравам и обычаям чувашей; гонениям подвергались их языческие верования и обряды, которые являлись основой древней духовной культуры чувашей.
В ХVI— ХVІI вв. проводилась безуспешная политика насильственной русификации чувашей посредством их христианизации. В XVII веке царское правительство издаёт ряд указов, облегчающих положение принявших православие чувашей; при этом довольно существенно сужались права чувашей-язычников. В результате, некрещёный чувашский мурза (феодал) не имел права владеть крещёными крестьянами; в случае его смерти имущество передавалось в казну или православному родственнику.
Как отмечает историк H. В. Hикольский, «в этих условиях чтобы сохранить свои права на земли, владетельные особы из чувашей принимали христианство и постепенно сливались с коренным русским элементом. Другие чувашские родо-начальники сближались с татарскими князьями, чтобы совместно противодействовать ограничительным мероприятиям правительства. Чувашские мурзы Hижегородского края, упоминаемые под 1647 г.

## История насильственного крещения
В 1740 году русское правительство начало массовое крещение чувашей. В чувашских селениях на народные деньги начали возводить христианские церкви. Уже в 1741 году в чувашском селе Хомбусь-Батырево построена первая православная церковь для христианизированных чувашей. Члены Hовокрещенской конторы, православные попы, которые прибывали в чувашские деревни в сопровождении воинских команд, подвергали чувашей насилию: угрожали им, избивали, заковывали в кандалы, заставляя креститься. В 1760-х годах в чувашских селениях было сооружено до ста церквей, к середине XIX веку их число достигло 150. 
После начала насильственного крещения среди чувашей происходили многочисленные выступления. Чуваши Чебоксарского уезда поголовно отказались креститься. В январе 1744 года чуваши деревень Чебоксарского уезда выбрали Охадера Tомеева из деревни Кильдишево и трёх других крестьян представителями чувашей, уполномоченных подать коллективное прошение на имя русской императрицы Елизаветы Петровны. Группа Томеева в июле подала в Синод прошение, в котором требовалось запретить насильственную христианизацию. В этом прошении предлагалось назначить трёх лиц (двух русских чиновников и Tомеева) для управления чувашами и крещения их мирным путём. В итоге Синодом указанные требования были отвергнуты, сам Охадер Tомеев скрылся".

За годы своей деятельности Hовокрещенская контора с 1740 по 1764 год путем насилия или ложного обещания льгот и вознаграждений подвергла крещению почти всех чувашей. Но до 70-х годов XIX века крещение чувашей носило формальный характер, проповеди велись на старославянском и русском языках и были непонятны чувашам. Фактически они оставались приверженцами дохристианской веры; чуваши оставались язычниками.
Духовенство вело слежку за чувашами и подвергало наказанию тех, кто исполнял языческие обряды. Церковнославянский язык, на котором велась служба, была непонятна чувашам. Чуваши принимали иконы идолами «русского бога», доносившими ему о поступках чувашей, поэтому чуваши выкалывали изображениям глаза, ставили их ликом к стене. Христианские догматы оставались для чувашей чуждыми. На обыденном уровне религиозное сознание чувашей долгое время представляло собой сочетание язычества с православием. В первой половине XIX века были уничтожены все почитаемые чувашами-язычниками священные рощи. К началу XX века в Чувашском крае действовали уже более 400 церквей. Накануне 1914 года в чувашском крае насчитывалось около 1000 православных служителей культа. В целях более эффективной христианизации в открываемых в чувашских селениях «инородческих новокрещенских» школах вводился «чувашский язык» как учебная дисциплина.
Во 2-й половине ХIХ – начале XX веков миссионерская деятельность И. Я. Яковлева и его учеников упрочило позиции христианства в чувашском крае.